# Maria Gaetana Agnesi
Maria Gaetana Agnesi, född 16 maj 1718 i Milano, död 9 januari 1799 i Milano, var en italiensk matematiker, filosof, teolog och humanist. Vid tjugo års ålder ställdes hon inför valet att bli nunna eller matematiker. Hon valde det senare och blev på så sätt Europas första betydande kvinnliga matematiker. 
Hon observerades tidigt som ett underbarn och redan vid fem års ålder talade hon både italienska och franska. Vid elva års ålder hade hon också lärt sig grekiska, hebreiska, spanska, tyska och latin. Hon var som ung folkskygg och tillbringade mycket av sin tid hemma i sitt rum med sina matematikstudier. 
Hon var den första kvinnan som skrev matematiska verk och hon var den första kvinnan som utsetts till professor i matematik, vilket skedde vid universitetet i Bologna. (Före henne hade Laura Bassi som första kvinna utsetts till professor och även hon erhöll sin tjänst i Bologna; Bassi var professor i fysik.) Agnesi skrev en bok om differential- och integralkalkyl och hon utsågs till fakultetsmedlem vid universitetet. 
Under de 40 sista åren av sitt liv ägnade hon sig åt teologiska studier och åt hjälparbete bland behövande. Hon var hängiven katolik. 
Hennes namn är i dag förknippat med en kurva som på grund av en felöversättning kommit att kallas Agnesis häxa.

## Utmärkelser
Nedslagskratern Agnesi på planeten Venus är uppkallad efter henne.